# 스티븐 콜레티
스티븐 콜레티(Stephen Colletti, 1986년 2월 7일 ~ )는 미국의 배우이다.

## 출연 작품
- 어메이징 레이서 (2009, Shannon's Rainbow)
- 마스크 메이커 (2010, Maskerade)
- All About Christmas Eve (2012)